# Bulbostylis fusiformis
Bulbostylis fusiformis är en halvgräsart som beskrevs av Paul Goetghebeur. Bulbostylis fusiformis ingår i släktet Bulbostylis och familjen halvgräs. IUCN kategoriserar arten globalt som akut hotad.
Artens utbredningsområde är Kongo-Kinshasa. Inga underarter finns listade i Catalogue of Life.